# Frank L. Howley

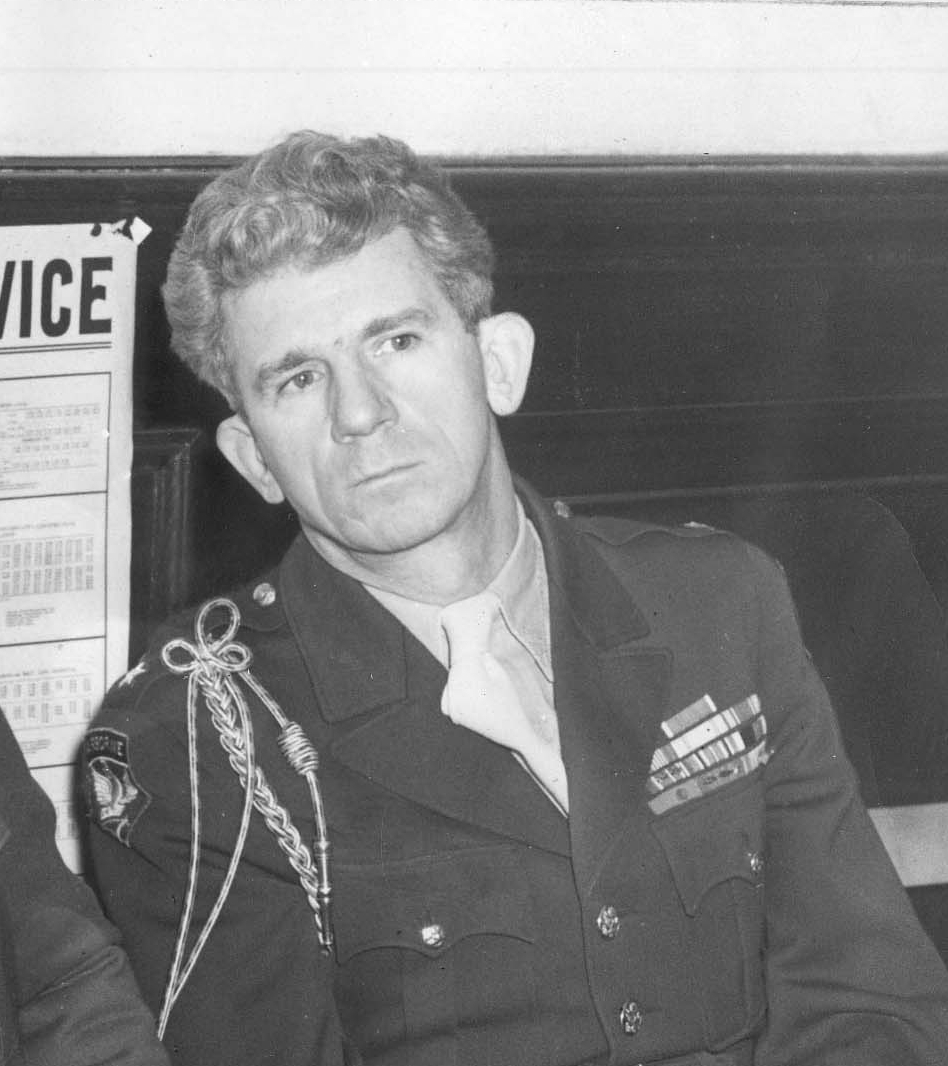
Frank L. Howley am 20. März 1949 bei einer Pressekonferenz anlässlich der Einführung der Westmark in West-Berlin

Frank Leo „Howlin“ Howley (* 3. Februar 1903 in Hampton, New Jersey; † 30. Juli 1993 in Warrenton, Virginia) war ein US-amerikanischer Brigadegeneral der United States Army und später Vizekanzler der New York University. Howley war vom 1. Dezember 1947 bis zum 1. September 1949 – während der Berliner Luftbrücke – Kommandant des amerikanischen Sektors von Berlin. Wegen seines hartnäckigen Umgangs mit den sowjetischen Besatzungsbehörden wurde er auch Howlin’ Howley (‚brüllender Howley‘) genannt.

## Jugend und Ausbildung
Mit 15 Jahren brach Howley die Schule ab und ging zur See, musterte jedoch von seinem amerikanischen Handelsschiff nach kurzer Zeit ab und machte 1920 die Abschlussprüfung auf dem College. Anschließend diente er ein Jahr in der Nationalgarde von New Jersey. Howley besuchte die Parsons The New School for Design in New York und belegte zusätzlich an der Sorbonne in Paris Vorlesungen in Wirtschaftswissenschaften und Kunst. Er beendete das Studium der Wirtschaftswissenschaften an der New York University als Bachelor of Science. Im Anschluss an sein Studium an der Sorbonne unternahm Howley Reisen durch Frankreich, Deutschland und Italien. Nach der Rückkehr in die Vereinigten Staaten betätigte er sich trotz der Weltwirtschaftskrise erfolgreich als Werbefachmann, gründete die Reklame-Agentur Frank L. Howley & Associates in Philadelphia.

## Militärkarriere
Im Jahr 1932 trat Howley dem Reservekorps der US-Army bei und wurde 1940 aktiviert. Sein erster Einsatz war bei einer Air-Corps-Schule, bei dem er zum Hauptmann befördert wurde. 1941 wechselte Howley zur Kavallerie und wurde Stabsoffizier der Kavallerieschule in Fort Riley, Kansas. Später wurde er Executive Officer der ‚Third Cavalry Mechanized‘ in Cap Gordon, Georgia und zum Oberstleutnant befördert. Im Sommer 1934 verunglückte er mit einem Motorrad und verbrachte mehr als fünf Monate im Krankenhaus. Er erhielt drei Optionen:
1. Ausscheiden aus der Armee,
2. Versetzung zur Abteilung Militärregierung,
3. Mitarbeit in der Abteilung ‚Civil Affairs‘, die für die Verbindungen zu Verwaltung und Bevölkerung der besetzten Gebiete während Besatzungszeiten zuständig war.

Er entschied sich für die Abteilung ‚Civil Affairs‘.

## Zweiter Weltkrieg
Bereits in der Zeit des Antransportes der amerikanischen Truppen über den Atlantik nach England und der Vorbereitung der späteren Landung in Europa meldete er sich zu einem der ersten Schulungskurse für künftige Militärregierungs-Aufgaben in Deutschland. Hierzu besuchte er Schulen in den Vereinigten Staaten und später in England und wurde Direktor der ‚Military Government Officers' Division‘ in Shrivenham. Dank seiner Hartnäckigkeit konnte er auch an der Landung in der Normandie teilnehmen, wobei er als Kommandant der ‚Civil Affairs‘ Abteilung vorgesehen war, die den Code-Namen ‚A1A1‘ trug. In der Normandie landete er am vierten Tag der Invasion in Omaha Beach mit einer amerikanisch-britischen Gruppe gemeinsam mit französischen Verbindungsoffizieren. Nachdem die Wehrmacht Cherbourg verlassen hatte, führte Howleys ‚A1A1‘-Abteilung ihre erste Übungsaufgabe bei der Wiederherstellung der Verwaltung der Stadt aus.
Einige Wochen später, im August 1944, berief die Heeresverwaltung Howley zum Kommandeur einer Gruppe von 136 Offizieren und 300 Soldaten, die mit den ersten Truppen nach Paris gekommen waren. Seine Aufgabe bestand darin, die Lebens- und Wohnbedingungen der Hauptstädter nach dem kampflosen Ende der deutschen Besetzung zu verbessern. Während des Aufenthaltes in Paris wählte Eisenhowers Militärregierungs-Chef Generalleutnant Arthur Edward Grasett Howley aus, die Militärregierungs-Abteilung nach Berlin zu führen. Die britischen Truppen seiner Einheit wurden nach England zurückbeordert, um ihre eigenen Vorbereitungen für die Besetzung Berlins zu treffen.
Im Dezember 1944 richtete Howley sein Hauptquartier südlich von Paris in Barbizon ein, um sich auf Berlin vorzubereiten. Im SHEAF wurde Barbizon „Howley’s mystery town“ (‚Howleys geheimnisvolle Stadt‘) genannt, in der sich Spezialisten für alle Eventualitäten bereit machten, „außer dem sonderbaren Verhalten unserer russischen Alliierten“ (‚for virtually all eventualities, except, of course, the curious behavior of our Russian allies‘). Berlin zu regieren, würde auf jeden Fall kein einfaches Unternehmen werden, da es auf Grundlage einer einstimmigen Vier-Mächte-Basis zu geschehen hatte. Die verschiedenen Besatzungsmächte mussten bei jedem Punkt übereinstimmen, von der Lebensmittelversorgung bis zu Erziehungsfragen.

## Stadtkommandant von Berlin

### Vorbedingungen
Auf der Konferenz von Jalta war beschlossen worden, Deutschland in drei, später in vier Besatzungszonen aufzuteilen und Berlin in vier Sektoren zu unterteilen. Allerdings war Berlin von sowjetischen Truppen erobert worden, während die Amerikaner große Teile Sachsens und Thüringens besetzt hatten, das der sowjetischen Besatzungszone zugeordnet war. Am 5. Juni erfolgte in Berlin die erste Zusammenkunft des Alliierten Kontrollrats mit Schukow, Bernard Montgomery, Eisenhower und Lattre de Tassigny. Hier wurde Generalmajor Floyd L. Parks zum ersten amerikanischen Stadtkommandanten unter Lucius D. Clay bestimmt und Howleys Einheit dem Hauptquartier von Clay unterstellt.
Mitte Juli sollte in Potsdam das dritte Treffen der drei Siegermächte stattfinden, aber Schukow und der sowjetische Stadtkommandant Bersarin lehnten jeden Wunsch der Amerikaner ab, in die vorgesehenen Sektoren einzurücken oder Quartiere und Büros für die zukünftigen Besatzungseinheiten bereitzustellen. Berlin befand sich deshalb seit der Kapitulation am 7. Mai 1945 zwei Monate ausschließlich unter sowjetischer Kontrolle. Erst mit dem formellen Auftrag aus dem Weißen Haus, die Unterbringung von Präsident Harry S. Truman zu organisieren, durfte Generalmajor Parks am 22. Juni 1945 nach Berlin fliegen. Parks vereinbarte, dass Sachsen und Thüringen von den Amerikanern geräumt werden sollten und diese dafür in Berlin einrücken dürften. Die Mannschaftsstärke wurde auf 30.000 Amerikaner und 25.000 Briten festgelegt.

### Einzug in Berlin
Von Berlin aus beauftragte Parks Howley, dass er mit einer Vorausabteilung in Berlin Unterkunftsmöglichkeiten im amerikanischen Sektor erkunden sollte. Howleys Abteilung hatte sich für diesen Auftrag vorbereitet und dafür eine Reihe deutscher Fahrzeuge beschlagnahmt und mit amerikanischer Lackierung versehen, darunter auch ein Horch-Cabrio, das den ersten amerikanischen Konvoi nach Berlin anführen sollte. Nach einer Zwischenstation im damals noch amerikanisch besetzten Halle (Saale) startete der Konvoi, bestehend aus ca. 500 Offizieren und Mannschaften sowie 120 Fahrzeugen, am Morgen des 17. Juni 1945 in Richtung Berlin. Nach Überquerung der Elbe bei Dessau auf einer Pontonbrücke begrüßte sie zunächst ein großer Bogen mit den Porträts von Lenin und Stalin und der Aufschrift „Willkommen im Vaterland“, der wohl für die zurückflutenden DPs gedacht war. Ein russischer Offizier erwartete den Konvoi und geleitete ihn zu einer Straßensperre, wo Howley erfuhr, dass laut der Berliner Erklärung nur 37 Offiziere, 175 Mannschaften und 50 Fahrzeuge erlaubt seien.
Die Russen ließen sich auf keine Diskussion ein, und auf Befehl von Generalmajor Parks kehrte ein Teil des Konvois nach Halle zurück. Howley fuhr, nachdem das Gepäck umgeladen war, mit genau der zulässigen Anzahl Offiziere, Mannschaften und Fahrzeuge in Richtung Berlin weiter, angeführt von dem russischen Offizier in einem erbeuteten klapprigen deutschen Auto. Doch statt nach Berlin geleiteten die Russen sie auf das Filmgelände Babelsberg. Das war aber ein Irrtum, denn erwartet wurde eine Abteilung, um die Räumlichkeiten für die Unterkunft der Delegationen für die bevorstehende Potsdamer Konferenz herzurichten. Howleys Kommando traf hier weitere amerikanische Offiziere, die bereits für die Konferenz eingeflogen waren und die sich alle als faktische Gefangene fühlten, weil ihnen nicht gestattet war, das Gelände zu verlassen. Trotzdem gelang es Howley unter dem Vorwand, wichtige amerikanische Offiziere am Flugplatz (wahrscheinlich Gatow) zu treffen, den Flughafen Tempelhof zu besichtigen und sich eine grobe Vorstellung des zukünftigen amerikanischen Sektors zu machen.
Da sich alle amerikanischen Militärs aber nach wie vor wie „Gefangene“ fühlten, sorgte Howley mit einem Einspruch bei den sowjetischen Offizieren dafür, dass seine bisherigen Aufklärer nach Halle zurückfahren durften, um sie gegen nützlicheres Personal auszutauschen, das die Unterkünfte instand setzen konnte. In Halle wurde nun außerdem weitere Verpflegung gefasst, und statt der bisherigen Jeeps wurden 10-Tonnen-Lkw fahrfertig gemacht. Da noch immer die Beschränkung auf 37 Offiziere, 175 Mannschaften und 50 Fahrzeuge bestand, führte dies am russischen Kontrollpunkt zu erneuten Streitereien. Howley echauffierte sich aber nun gewaltig, und der Konvoi durfte schließlich Richtung Babelsberg passieren.
Nachdem die Unterkünfte für die Delegationen hergerichtet waren, kehrte Howley zunächst wieder zu seiner Einheit nach Halle zurück. Am 30. Juni erhielt er den Befehl, nun endlich nach Berlin zu gehen. Die Russen hatten das Ultimatum gestellt, Sachsen und Thüringen innerhalb von drei Tagen zu räumen und den Gebietsaustausch mit dem amerikanischen Sektor zu vollziehen. Am 1. Juli strömten die Amerikaner in das zuvor abgeriegelte Berlin, die Straße war mit Panzern, Lastwagen und anderen Fahrzeugen der Militärregierungs-Abteilung und anderen Truppen überfüllt. Die Russen beargwöhnten die Kolonnen, da sie sich nicht vorstellen konnten, dass die Amerikaner aus den besetzten Gebieten abzogen, ohne sie zuvor geplündert zu haben. In Berlin angekommen,  irrten hunderte von Offizieren und Mannschaften in den Ruinen herum, um eine Unterkunft zu finden. Eine vorherige Inspektion des zukünftigen amerikanischen Sektors und die Organisierung von Unterkünften hatten die sowjetischen Truppen trotz der vorherigen Verabredungen Howley untersagt, so dass die meisten in ihren Uniformen im Freien übernachteten.
Howleys Abteilung war mit ihrer Feldausrüstung besser vorbereitet. Deshalb entschied sich Howley dafür, sein Vorauskommando im Grunewald Zelte aufstellen zu lassen. Es formte mit seinen Fahrzeugen eine Wagenburg und stellte Wachen auf. Die ersten regulären US-Truppen begannen also ihre Präsenz in Berlin als „Camper“.

### Übernahme des amerikanischen Sektors
Am 4. Juli 1945 feierten die Amerikaner die offizielle Übernahme ihres Sektors mit einer kleinen Parade in der ehemaligen preußischen Hauptkadettenanstalt, die nun den Namen „Andrews Barracks“ tragen sollte und die zuvor der Leibstandarte SS Adolf Hitler als Kaserne gedient hatte. Für die Zeremonie wurde General Omar Bradley eingeflogen, um die Vereinigten Staaten bei diesem historischen Ereignis zu repräsentieren. Der Kommandant des sowjetischen Sektors, Alexander Gorbatow, erschien nicht zu der Zeremonie, sondern schickte seinen Vertreter Baranow, einen Einsterne-General, was die Amerikaner als Affront betrachteten.⁸
Danach erhielt Howley den Befehl, den amerikanischen Sektor Bezirk für Bezirk mit allen Rathäusern um Mitternacht zu besetzen. Zunächst erhielt er jedoch eine Note von Schukow, die besagte, dass der amerikanische Sektor, der ja noch von den Russen besetzt war, nicht übergeben werden könne, da Berlin von der Alliierten Kommandatura regiert werden solle, aber diese noch nicht eingerichtet sei. Parks und Howley betrachteten dies als die übliche russische Verzögerungstaktik, die ihnen eine Fortsetzung der Plünderungen ermöglichen sollte. Sie beschlossen daher, die Rathäuser und Bezirke am nächsten Morgen bei Tagesanbruch zu übernehmen und damit Fakten zu schaffen, solange die Russen noch schliefen. Am nächsten Morgen wurden alle Bezirksbürgermeister verständigt, die Rathäuser besetzt, die amerikanische Flagge gehisst und die SHAEF-Anordnungen 1 und 2 ausgehängt, die die Bildung einer Militärregierung und die Einrichtung von Gerichten zur Verfolgung von Straftaten gegen die Besatzungstruppen verkündeten. So waren die Russen gleich mit einem „Fait accompli“ konfrontiert, der Methode, die sie selber am liebsten anwendeten und die einzige, die sie – so Howley – verstanden.
Im Amt des Direktors des OMGUS im amerikanischen Sektor diente Howley zugleich als stellvertretender Stadtkommandant und als G5-Offizier unter mehreren Kommandanten der Berlin Brigade. Dies waren die Generale Floyd L. Parks, James M. Gavin, Ray W. Barker, Frank A. Keating, Cornelius E. Ryan und William Hesketh. Doch es war Howley, dessen Anwesenheit für Stabilität im amerikanischen Sektor sorgte, obwohl die Vorgesetzten sehr schnell wechselten. Howleys Erfolg beruhte auf zwei Tatsachen: er war Experte für Militärverwaltung, während seine diversen Vorgesetzten Frontsoldaten waren, denen oft die Erfahrung und Weitsicht für Militärverwaltung oder die Militärregierung für Berlin fehlte. Und er blieb länger in Berlin als alle seine Vorgänger, außer Keating, die meist nur kurze Zeit (zwischen einem und sieben Monaten) in Berlin blieben. In den zweieinhalb Jahren wurde das amerikanische Führungspersonal drei- bis viermal öfter ausgetauscht als das der Russen, die eine kontinuierlichere Personalpolitik betrieben. General Lucius D. Clay beförderte Howley deshalb am 1. Dezember 1947 als Nachfolger von Hesketh zum Stadtkommandanten. Howley hatte nun freie Hand im Umgang mit den Sowjets.

### Auszug der sowjetischen Vertreter aus der alliierten Kommandantura

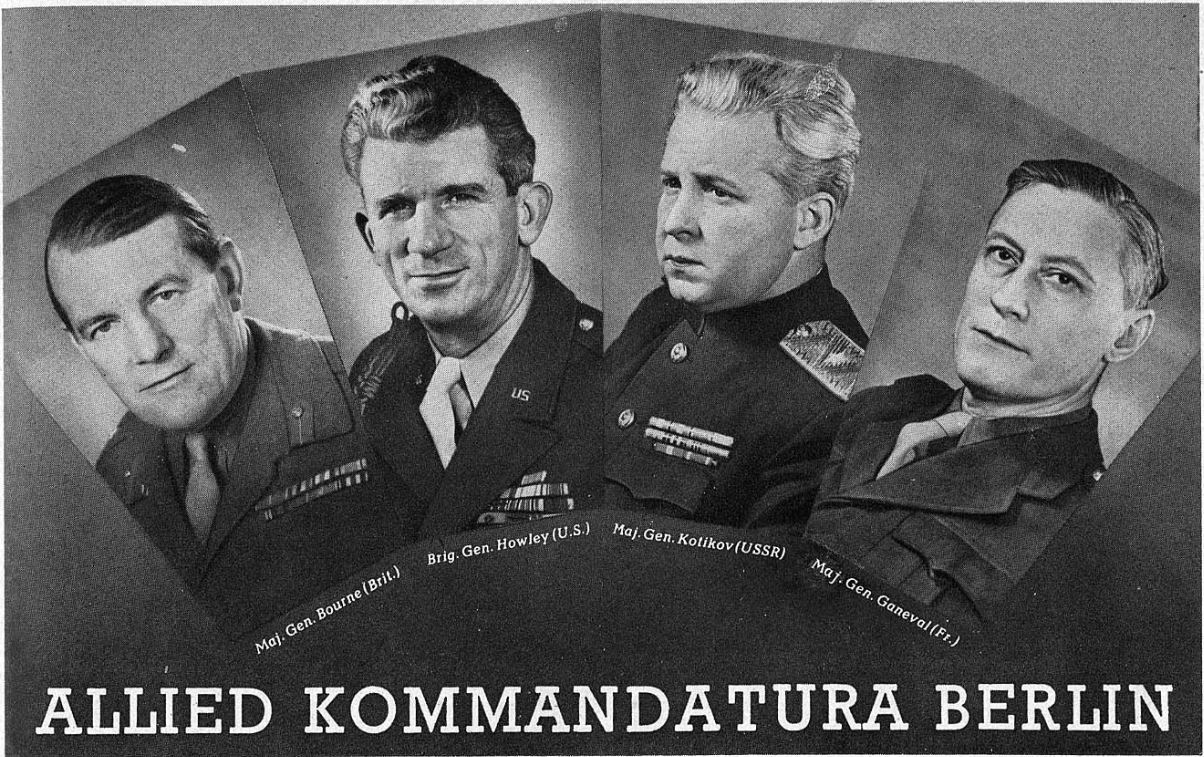
Die vier alliierten Stadtkommandanten 1949: Geoffrey Bourne, Frank L. Howley, Alexander Kotikow, Jean Ganeval

Der Auszug der sowjetischen Vertreter hatte sich schon einige Zeit angekündigt. Bereits am 20. März 1948 verließ Marschall Sokolowski als Reaktion auf die Londoner Sechsmächtekonferenz den Alliierten Kontrollrat, der fortan nicht mehr zusammentrat, was eine Beendigung der gemeinsamen alliierten Verwaltung Deutschlands bedeutete. Die Sowjets arbeiteten in der alliierten Kommandantura mehr und mehr mit Verzögerungen und Schikanen. Treffen, die bisher von 10 bis 16 Uhr dauerten, gingen nun bis Mitternacht oder länger. Es war offensichtlich, dass die Russen, die ihr Ziel in Berlin verfehlt hatten, nach einem Grund für die Beendigung der Arbeit der Kommandantura suchten.
Howley beschreibt den Auszug folgendermaßen:

„Die Sowjets hatten bereits andere Treffen der Kommandantura verlassen, bei denen wichtige Angelegenheiten besprochen wurden. Der endgültige Auszug wurde durch eine Kleinigkeit ausgelöst. Am 16. Juni 1948 begann das Treffen gegen zehn Uhr morgens. Der sowjetische Stadtkommandant General Kotikow war wegen Krankheit abwesend, sodass sein Stellvertreter Oberst Alexej I. Jelisarow seinen Platz einnahm, unterstützt durch den „sinisteren“ (Originalton Howley) Politkommissar L. M. Maximow. Von britischer Seite nahm der Stadtkommandant Edwin O. Herbert teil, von französischer Seite der Stadtkommandant Jean Ganeval, der das Treffen turnusmäßig leitete.
Nachdem man sich erregt über diverse Punkte gestritten hatte, [...]  waren Stunden vergangen, ohne zu irgendeinem Ergebnis zu kommen. Um 19 Uhr geschah etwas Ungewöhnliches: ein fremder Kommissar, den ich bisher nie gesehen hatte, betrat den Raum und setzte sich an die russische Seite des Tisches, wo er mit Jelisarow und Maximow flüsterte. Die Mienen der beiden erhellten sich daraufhin sichtbar und Jelisarow bat um eine Sitzungspause. Ich beobachtete, wie Maximow nervös auf und ab ging und der mysteriöse Besucher auf ihn einsprach und dann in einem schwarzen Horch wegfuhr. Ich war überzeugt, dass nun etwas Großes in der Luft lag.
Als das Treffen weiterging, begann Jelisarow eine scharfe Attacke auf die Westmächte und besonders auf die mit amerikanischer Unterstützung gegründete Unabhängige Gewerkschaftsopposition. Die Debatte ging bis 22 Uhr und als das Thema schließlich von der Tagesordnung genommen wurde, war ich ziemlich erschöpft. Nach zwölf Stunden Gezank schien es unwahrscheinlich, dass die Russen die Sitzung beenden würden, weshalb ich das Treffen verlassen und meinen Stellvertreter Oberst Babcock dalassen wollte. Meine Gründe, das Treffen zu verlassen, waren verständlich. Die Russen arbeiteten bis ein, zwei oder drei Uhr morgens und schliefen bis mittags, wenn es ihnen gefiel. In der amerikanischen Armee stehen wir jedoch früh auf. Mein Büro öffnete um halb neun und ich war immer pünktlich dort.
Um 22.45 Uhr schlug ich vor, das Treffen gegen 23.00 Uhr zu beenden, es waren 13 Stunden vergangen und wir waren alle erschöpft. Jelisarow lehnte ab und brachte nun sein absolutes Lieblingsthema vor. Zum x-ten Male wollte er wieder über Kotikows Vierzehn-Punkte-Plan zur Verbesserung der Arbeitsbedingungen der Arbeiter in Berlin (‚Kotikow-Essen‘) sprechen, über den wir keine Einigung erreicht hatten, weil die Russen konsequent abgelehnt hatten, das Programm Punkt für Punkt zu diskutieren. Wir hatten nur die Wahl, allen Punkten zuzustimmen oder keinem, was wir niemals getan hätten. Zusätzlich konnte die Kommandantura über mehrere Punkte nicht bestimmen, weil die Entscheidungshoheit für Arbeitsfragen beim Alliierten Kontrollrat lag. Um 23.15 Uhr [...]   bat ich General Ganeval um Erlaubnis, die Sitzung zu verlassen und Oberst Babcock, mich zu vertreten.[...]  Es gab später Gerüchte, dass ich die Tür bei meinem Herausgehen zugeknallt hätte, was ich aber nicht getan habe. Die Tür klemmte und ich öffnete sie mit einem Ruck. Nachdem ich gegangen war, begann Maximow ein erregtes Flüstern mit Jelisarow, woraufhin dieser plötzlich aufstand und seine Papiere auf den Tisch knallte. Er schrie, dass es unmöglich sei, die Sitzung fortzuführen und dass er Howleys Verhalten als Rabaukentum (‚hooligan action‘) empfinde, sodass man die Sitzung abbrechen müsse. Ganeval schlug deshalb vor, die Sitzung zu beenden, was Jelisarow aber ablehnte. Er kündigte an, dass er nicht mehr dableiben werde, wenn sich Howley nicht persönlich entschuldigen werde. Nach ca. acht Minuten begab sich Jelisarow zur Tür und Ganeval erinnerte ihn daran, dass Howley ordnungsgemäß entschuldigt sei, Jelisarow ging aber trotzdem weiter.“

Was danach weiter geschah ist verwirrend. Es gab einen großen Tumult und das Übersetzungssystem brach zusammen. Ganeval gelang es festzustellen, dass die Russen sich unangemessen verhielten und dass es Jelisarow und nicht Howley war, der sich unhöflich verhielt. Er versuchte von den Russen einen Terminvorschlag für ein neues Treffen zu bekommen, aber diesmal war Jelisarow nur drei Meter von der Tür entfernt, durch die ihn Maximow gewaltsam schob, seine Antwort war ‚Njet‘.
Nachdem die Russen den Raum verlassen hatten, beendete Ganeval die Sitzung und hielt für das Protokoll fest, dass die Sitzung nicht beendet wurde, weil Oberst Howley gegangen war, zumal er durch seinen Stellvertreter ersetzt wurde, was auch zuvor mehrfach der Fall war, sondern durch den Auszug der russischen Delegation. So endete am 16. Juni 1948 die letzte gemeinsame Sitzung der Alliierten Kommandantur.
Nachdem Howley die Kommandantur verlassen hatte, fuhr er ins amerikanische Pressecamp, um die Korrespondenten zu unterrichten. Kurz vor Beginn erhielt Howley einen Anruf seines Stellvertreters Babcock, der ihm schilderte, was nach seinem gestrigen Weggang passiert war. Daraufhin informierte Howley die Korrespondenten darüber, dass der Auszug der Russen das Ende der Kommandantura bedeutete, so wie sie es seit langem geplant hatten, und warnte vor weiteren einseitigen Schritten, die dazu dienten, die Viermächteverwaltung zu beenden und die Amerikaner aus Berlin zu verdrängen, was aber nicht passieren werde.
Danach rief er umgehend General Clay an, der gerade in den Vorbereitungen für die Währungsreform steckte. Dieser wurde fuchsteufelswild (‚hopping mad‘), als er vom russischen Kommandantura-Auszug hörte und wollte Howley direkt sehen. Die Briten machten Howley für den Auszug verantwortlich, ebenso Sokolowski, der sich bei Clay über ihn beschwerte, während die Franzosen hundertprozentig hinter ihm standen. Weitere untergeordnete Viermächte-Gremien funktionierten noch für zwei Wochen, obwohl die sowjetischen Mitglieder an keiner Sitzung mehr teilnahmen. Am 1. Juli 1948, eine Woche nach Beginn der Blockade, verkündete der sowjetische Delegationsleiter, dass seine Delegation an keinem Viermächtetreffen, gleich welcher Ebene, mehr teilnehmen würde. Bis zum 1. August blieb noch ein Büroangestellter in dem Gebäude, der seine Akten und Arbeitsgeräte ausräumte. Dann wurde die rote Fahne eingeholt, und die Kommandantura hörte auf zu bestehen.
Unter Howleys Einsatz wurde unter anderem im Juli 1948 die Freie Universität Berlin gegründet, auf deren Gründungsfeier er eine Rede hielt.
Als Stadtkommandant des amerikanischen Sektors wurde Howley schließlich im März 1949 zum Brigadegeneral befördert. Er erhielt die Auszeichnung persönlich von seinem Vorgesetzten Lucius D. Clay, Militärgouverneur der amerikanischen Besatzungszone. Zum 30. August 1949 endete seine Amtszeit in Berlin.

## Spätere Karriere
Von 1950 bis 1969 war Howley Vizekanzler der New York University. 1955 erschien er vor dem United States Senate Committee on the Judiciary, um über Strategie und Taktik des Weltkommunismus auszusagen. Unter Eid berichtete er über seine Erfahrung mit den Sowjets während des Zweiten Weltkriegs und über seine Zeit in Berlin. Er schrieb zahlreiche Bücher, darunter The Frank L. Howley Papers, 1944–1950 (1950), Berlin Command (1950), Your War for Peace (1953), und Peoples and Policies: A World Travelogue (1959). Die Frank L. Howley Papers, 1944–1950 sind eine offizielle U.S. Army Sammlung von Dokumenten aus seiner Zeit als Militärgouverneur in Europa einschließlich Frankreich und Berlin. Berlin Command ist Howleys persönliche Darstellung seiner vier Jahre in Berlin. Das Buch basiert auf seinen während dieser Zeit geführten Tagebüchern, die im AlliiertenMuseum Berlin aufbewahrt werden. Das Buch beschreibt detailliert die Anstrengungen, das öffentliche Leben in Berlin nach dem Kriege wieder zu etablieren, und die Sowjets und die Berlin-Blockade. Das Buch wurde bei vielen Arbeiten über die Blockade und die Luftbrücke zitiert. Your War for Peace war der Versuch des Generals, verschiedene politische und militärische Krisenherde nach dem Krieg und während der 1950er Jahre zu beschreiben.

## Ehrungen und Auszeichnungen

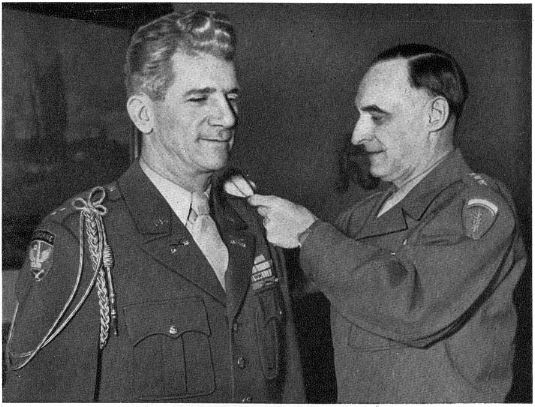
Lucius D. Clay steckt Howley persönlich den Stern für seinen neuen Dienstgrad als Brigadegeneral an.

Der neue Hochkommissar für Deutschland John McCloy überreichte Howley im Namen von Präsident Harry S. Truman am 6. September 1949 die Army Distinguished Service Medal. Am 19. Juni 1954 verlieh ihm die Freie Universität Berlin die Ehrendoktorwürde. Der Frank-L.-Howley-Weg auf dem Gelände der ehemaligen McNair-Barracks in Berlin-Lichterfelde ist seit dem 29. September 2000 nach ihm benannt.

## Persönliches

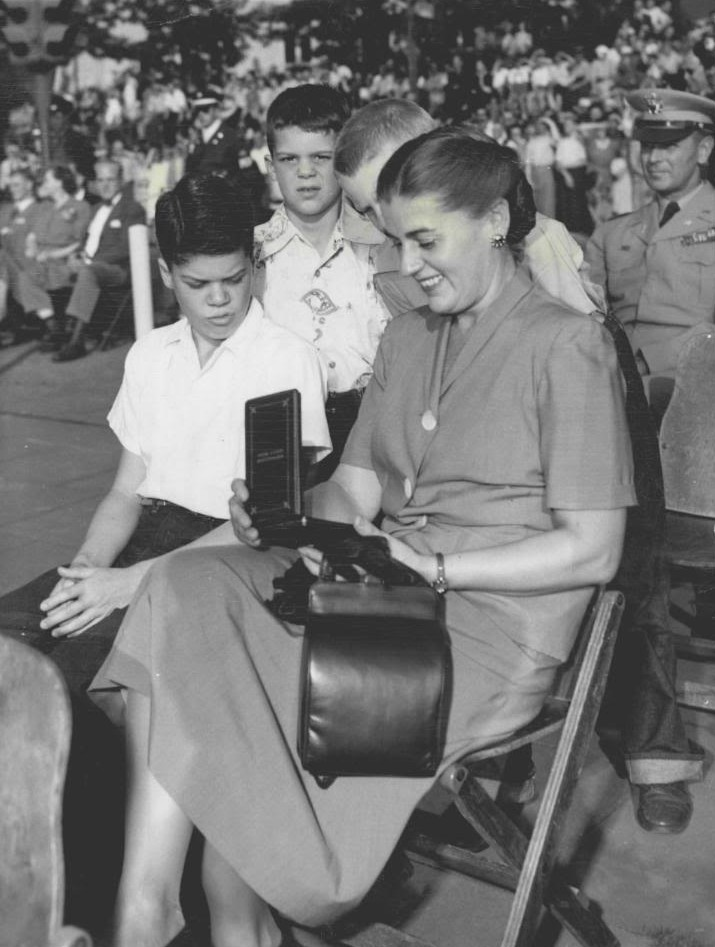
Edith Howley mit drei Söhnen 1945 in Berlin

Howley war mit Edith Howley verheiratet, mit der er drei Söhne, Dennis, Peter, William und eine Tochter, Francis, hatte. Nach dem Ende seiner Dienstzeit in Berlin zog er auf eine Farm in West Grove, Pennsylvania. Er starb 1993 in Warrenton, Virginia im Alter von 90 Jahren.